# Marie-Luise Wolff

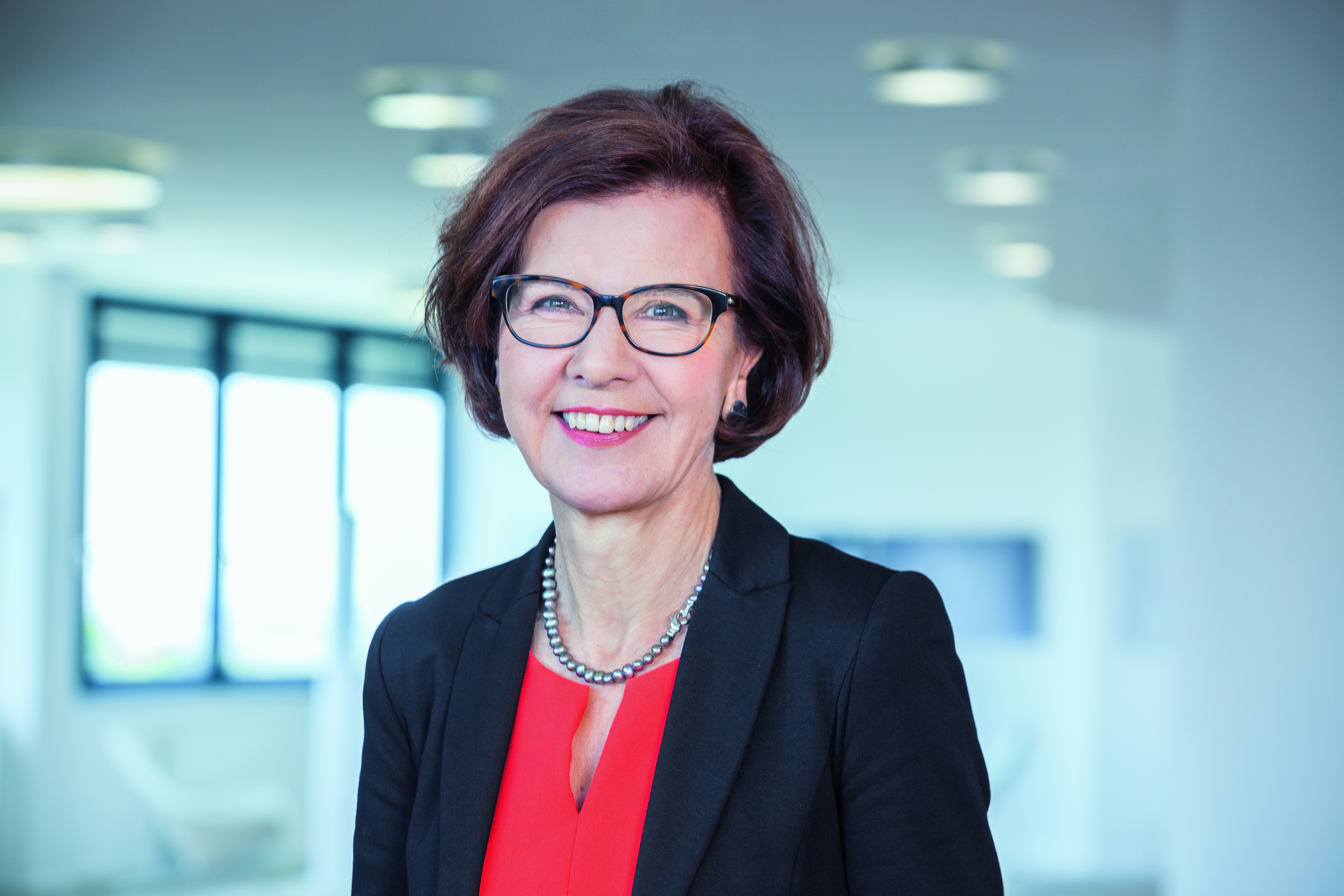
Marie-Luise Wolff (2020)

Marie-Luise Wolff (* 11. August 1958 in Doveren) ist eine deutsche Managerin. Sie ist Vorstandsvorsitzende der Entega AG in Darmstadt.

## Leben
Nach ihrem Studium der Anglistik und Musikwissenschaft in Köln, England und den USA begann Wolff ihre berufliche Laufbahn 1987 bei der Bayer AG im Bereich der Unternehmenskommunikation. Im Jahr 1988 wechselte sie zu Sony Deutschland, wo sie ab 1991 das Marketing-Ressort leitete. Anschließend trat sie ab 1996 als Leiterin Unternehmenskommunikation in die VEBA AG ein – ein Vorgängerunternehmen der E.ON AG. Zwischen 2002 und 2006 verantwortete sie die Unternehmensstrategie der E.ON Sales & Trading. Im Jahr 2006 wurde sie Geschäftsführerin der neu gegründeten E.ON-Vertriebsgesellschaft E wie einfach.
Zwischen 2009 und 2012 war Wolff Vorstand der Mainova AG. Sie verantwortete dort die Bereiche Energiebezug und -handel, Marketing, Vertrieb und Kundenservice.
Seit 1. Juli 2013 ist Wolff Vorstandsvorsitzende der Entega AG in Darmstadt.
Am 12. Juni 2018 wurde Wolff zur Präsidentin des Bundesverbands der Energie- und Wasserwirtschaft gewählt. Sie hatte das Amt bis zum 4. Juni 2024 inne. Ihr folgte Stefan Dohler nach.
Seit dem Börsengang der Akasol AG im Juni 2018 bekleidet Wolff dort das Amt des stellvertretenden Aufsichtsratsvorsitzes.
Marie-Luise Wolff arbeitet in diversen Gremien mit. Sie sitzt im Hochschulrat der Technische Universität Darmstadt, im Aufsichtsrat der Universität Köln, im Kuratorium der Deutschen Akademie für Sprache und Dichtung und engagiert sich im Rat für digitale Ökologie, der sich für eine nachhaltige Digitalpolitik einsetzt.

## Veröffentlichungen
- Die Anbetung. Über eine Superideologie namens Digitalisierung. Westend Verlag, Frankfurt 2020, ISBN 978-3-86489-304-9.
- 2,8 Grad. Endspiel für die Menschheit. Westend Verlag, Frankfurt am Main 2023, ISBN 978-3-86489-362-9.

Belletristik
- Die Unbeirrbare. Das abenteuerliche Leben der Madame Cliquot. Edition W, Frankfurt am Main 2022, ISBN 978-3-949671-05-0.